# Tipula (Pterelachisus) latiflava
Tipula (Pterelachisus) latiflava is een tweevleugelige uit de familie langpootmuggen (Tipulidae). De soort komt voor in het Palearctisch gebied.